# إليزا دوشكو
اليزا دوشكو (بالإنجليزية: Eliza Dushku)‏ (30 ديسمبر 1980) هي ممثلة أمريكية ظهرت في عدد من أفلام هوليوود مثل True Lies,The New Guy ,Bring It On, وWrong Turn.
كما تعرف بتمثيلها أدواراً تلفزيونية، مثل دور فايث في مسلسل بافى مصاص الدماء ومسلسلها آنجيل، فضلاً عن دورها، ترو دافيس، في بطولة حلقات فوكس القصيرة استرجاع ترو. حالياً تنتج وتمثل حلقات مسلسل بيت الدمية في دور ايكو، إنتاج جوس وييدون صانع مسلسلى بافى وآنجيل.

## بداية حياتها
ولدت دوشكو بمدينة ووترتاون. ماساشيستوس، لأب يدعى فيليب آر دوشكو، مدير ومدرس بمدارس بوستن العامة، وزوجته السابقة جوديث «جودى» (راسموسين), أستاذ العلوم السياسية بجامعة سافولك في بوستن. فيعتبر والدها أمريكي ألبانى الأصل ووالدتها أمريكية هولندية الأصل عن جديها وأمريكة إنجليزية عن جدتيها. ولقد درست دوشكو بمدرسة ولاية بيفر بتشيست نت هيل، وتخرجت من مدرسة ووترتاون الثانوية. كما تدين بالمورمنية، ديانة أمها (برغم عدم تدينها). ولديها ثلاثة أشقاء أكبر منها: آرون، بينيامين (بين، مواليد 5 فبراير 1976), وناثانيال (نايت، مواليد 8 يونيو،1977، في بوستن، ماساشيستوس)، الأخير منهما يعمل ممثلا وعارضا. ولقد انفصل أبويها عندما كانت طفلة. كما أنها زارت أسرتها في ألبانيا عام 2005 عندما تلقت دعوة شخصية من رئيس البلاد. كما قامت بزيارة المجتمع الألبانى في كوسوفو ورسمت وشما على مؤخرة رقبتها يحمل النسر الألبانى.

## حياتها المهنية

### الحياة المهنية المبكرة
ولقد حازت دوشكو على اهتمام العملاء الفنيين عندما كانت في العاشرة من عمرها. وتم اختيارها بعد بحث دام خمسة شهور من قبل الولايات المتحدة للقيام بدور أليس، مع جولييت لويس في فيلم تلك الليلة That NightK وفي عام 1993 حصلت على دور بيريل أمام روبرت دينيرو وليوناردو دى كابريانو في فيلم حياة ذلك الولد This Boy's Life مما فتح لها العديد من الأبواب. في العام التالي، لعبت ابنة أرنولد شوارزنيغر وجيمي لي كورتيس في أكاذيب حقيقية. وفي العام التالي، لعبت دور ابنة أرنولد شوارلزينجر المراهقة وجايمى لى كورتيس. كما لعبت دور ابنة بول ريسير في بأي بأي، يا حب، كسيندر جونسون مع هال بيرى وجيم بيلوشى في سباق الشمس Race the Sun بالإضافة إلى أدوارها في الأفلام التلفزيونية وفي الأفلام القصيرة.
ولقد ابتعدت دوشكو عن التمثيل لفترة وذلك لاستكمال دراستها في السنوات الأولى والأخيرة من المرحلة الثانوية. كما تم قبولها في جامعة جورج واشنطن بمقاطعة واشنطن بالإضافة إلى جامعة سافولك في بوسطن، حيث تعمل والدتها كأستاذ جامعى للحكومة وخدمت كعميد سابق بمعسكر داكار، السنغال.

### أدوارها اللاحقة

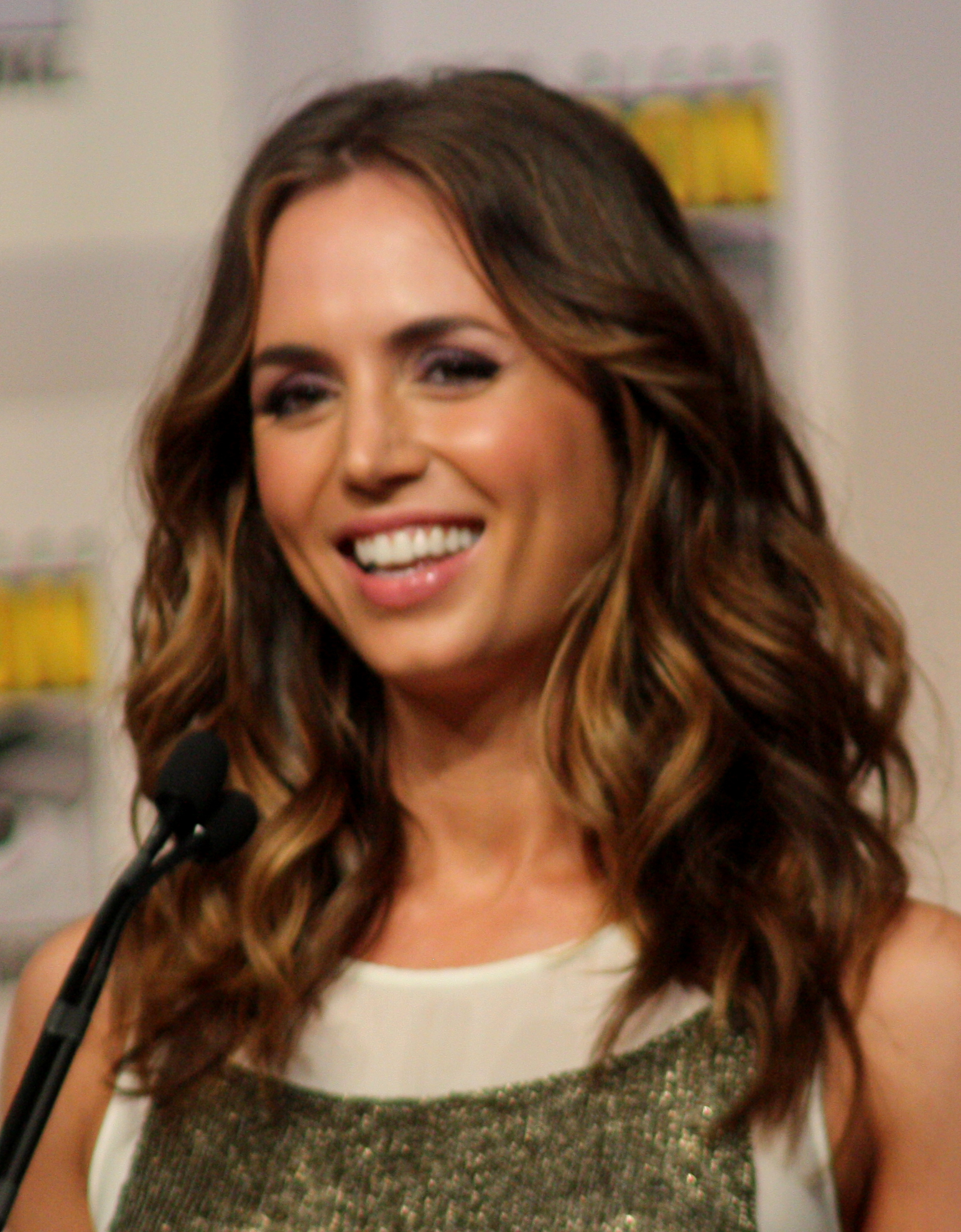
دوشكو عام 2009 في سان دييغو.

وبعد استكمال دراستها الثانوية، عادت دوشكو للتمثل في دور فايث بمسلسل بافى مصاص الدماء، في دور أشرس من شخصية المسلسل الرئيسية بافى سامرز. وكان من المقرر ظهورها في خمس حلقات، وبرغم ذلك، أصبحت أكثر شهرة حتى ظلت للموسم الثالث وعادت لتظهر مرتين في الموسم الرابع، وبعده لعبت دورا في الجزء الأول لقصتها القوس آنجيل. وعادت مرة أخرى لتلعب البطولة في دورها فايث في عدة حلقات من مسلسل آنجيل ولكن مع شعورها بالندم والأسف بالإضافة إلى آخر خمس حلقات من مسلسل بافى. وانغمر صندوق البريد الإلكترونى برسائل المعجبين بدوشكو من السجناء. وقالت:
وفي عام 2000, أدت دوشكو دور البطولة في أرواح الناجون Soul Survivors لتعود لتشارك بطل سباق الشمس Race The Sun كايسى آفليك. ولقد وصف أحد النقاد الفيلم قائلا«إنها 84 دقيقة من الوقت الضائع لأى فرد». وتابعت ذلك بالفيلم الكوميدى المنافسة Bring It On مع كريستين دانست. وفي عام 2001, ظهرت أمام دى جا كوالس في الشاب الجديد The New Guy وأمام روبرت دينيرو وجايمس فرانكو في مدينة على البحر City by the Sea ولقد حاز الفيلم الأخير على اعجاب أغلبية الجماهير الشابة بالإضافة إلى آراء النقاد. وفي نفس العام، قام كيفين سميث بدعوة دوشكو لتنضم إلى فيلم عودة جاى وسايلانت بوب Jay and Silent Bob Strike Back الذي أدت فيه دورا أمام شانون اليزابيث، ألى لارتر، وبين أفليك.
وفي عام 2003، ظهرت دوشكو في فيلم الدور الخاطئ wrong turn، فيلم رعب أدت فيه دور البطولة، وفيلم القبلة The Kiss , أدت فيه دورا كوميديا-دراما مستقلا. كما شاركت في مسلسل جديد لتلفزيون فوكس في نفس العام، نداء ترو، Tru Calling, حيث لعبت دور الشخصية الرئيسية، ترو دافيس. بعدما سحبت منها المنحة، اضطرت ترو للعمل في مشرحة محلية حيث اكتشفت قدرتها على "استرجاع" أحداث اليوم الماضي مرة أخرى وتستخدمها للكشف عن القتلة وتقديمهم للعدالة. كما لعبت دورا في مسلسل بافى مصاص الدماء Buffy The Vampire Slayer في دور فايث. لقد لعبت العديد من أدوار "الفتاة السيئة" في أفلامها واستمتعت بتلك الفرص. وفي مقابلة معها في مايو 2001 صرحت قائلة،"من السهل لعب دور فتاة سيئة، ليس عليك سوى فعل كل شئ قد نهيت عن فعله قي الماضى، وليس عليك أن تواجه العواقب، حيث انه مجرد تمثيل.
ولقد شاركت دوشكو قي مسرحية من إنتاج برودواى بعنوان Dog Sees God قي ديسمبر 2005 حيث لعبت دور«شقيقة فان»، شخصية متوافقة مع لوسى فان بيلت في مشهد بيى ناتس Peanuts الكوميدى التي قامت عليه تلك المسرحية. ولقد انسحبت في فبراير 2006 شأنها شأن العديد من الأعضاء الأخرى ن وذلك نظرا لاستغلال المنتج السئ، الذي أدى بدوره إلى استبعاده لاحقا.
كما أنها قد لعبت دور الشخصية الرئيسية في الممرضات Nurses , مسلسل كوميدى على شبكة فوكس. ويعتبر ثان دور رائد لها على شبكة فوكس، لكنه لم ينتشر. ولقد ظهرت في فيديو كليب فرقة الخطة البسيطة Simple Plan ,"انا مجرد طفل"، "I'm Just a Kid" في دور الحبيبة وفي فيديو فرقة نيكلباك Nickelback's , نجوم الروك"، Rockstar"".
وشاركت قي دور البطولة قي لعبتى فيديو جايم. حيث أدت صوت يومى ساوامورا قي نسخة لعبة ياكوزا Yakuza الإنجليزية قي البلاى ستاشنز 2, PlayStation2 , الذي نشر وتطور من قبل شركة سيجا SEGA, والتي صدرت قي سبتمبر 2006. كما أنها أدت دور شوندى Shaundi, إحدى الشخصيات الرئيسية قي لعبة صف القديسين2 Saints Row 2، التي أنتجتها شركة فويليشن Volition ونشرتها شركة THQ. وقد صدرت قي (شمال أمريكا) قي 14 أكتوبر، 2008 قي البلاي ستاشن 3 PlayStation 3 واكس بوكس 360 Xbox 360. كما ظهرت قي جوائز تلفزيون سبايك لألعاب الفيديو قي ديسمبر 2008.

### المشاريع الحالية

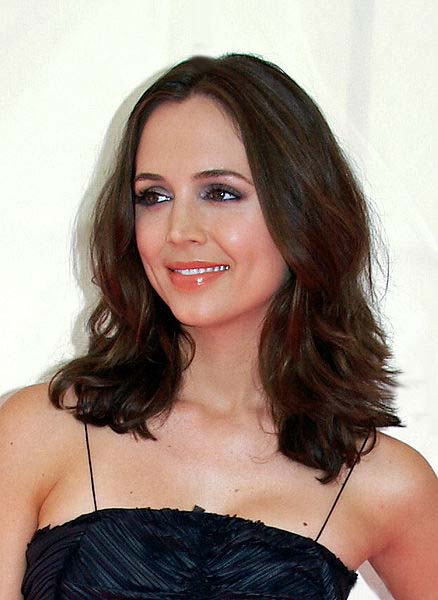
مهرجان تريبيكا السينمائي، نيسان / أبريل 2007

وفي 1 أكتوبر 2005، أعلنت قي وورلد بوسطن ويزارد عن بدء التصويت لجائزة نوبل سان التي سوف تؤدى دور البطولة أمام آلان ريكمان، داني ديفيتو، بيل بولمان، وبيتر بويل. أنتج الفيلم قي عام 2007 في مهرجان تريبيكا السينمائي. بالإضافة إلى مشروع آخر في برودواي، وهو فيلم مستقل تم تصويره في مسقط رأسها بوسطن  حيث تلقى الفيلم العديد من النقد، وسلط القليل منه الضوء على أداء دوشكو. كما يجري حاليا عرضه في العديد من مهرجانات الأفلام المستقلة وسبق أن فاز بست جوائز.
حيث أعلنت فارايتى في 2 أغسطس، 2006 بأن دوشكو سوف تشارك البطولة مع النجم ماكولاي كولكين في الجنس والإفطار، كوميديا سوداء من تأليف وإخراج مايلز براندمان. حيث وصف أحد النقاد دوشكو بأنها «مذهلة» وأعطى شخصية الفيلم «حافزا». في وتم صدور الفيلم في لوس انجليس في 30 نوفمبر 2007 وعلى دي في دي في 22 يناير، 2008. كما أدت دور البطولة في القبور المفتوحة Open raves فيلم رعب من إنتاج عام 2008 حول لعبة شيطانية بطولة مايك فوجال. سوف تلعب دور الشخصية الريسية في قضية ثاكر The Thacker Case وقاتل الحروف and The Alphabet Killer , كلا منهما يحكى أحداثا واقعية وقصصا مستقبلية، أخرج أحدهم روب سكيميدت التي سبق لها أن عملت معه في الدور الخطأ Wrong Turn. وسيتم إعلان الفيلمين في عام 2008. حيث يضم فيلم قاتل الحروف أول مشهد تعرى لدوشكو. وحصل الفيلم على آراء متباينة، لكن أثنى النقاد على أداء دوشكو. معلقين «تسيطر اليزا دوشكو على الشاشة لكنها لا تستطيع معالجة أخطاء السيناريو بالإضافة إلى جدول الأعمال المتخم». كما ظهرت أمام آلان ريكمان، بيل بولمان، كريس باين، وراشيل تايلور في صدمة الزجاجة، دراما حول خمر وادى نابا. وأخرج الفيلم راندال ميلر الذي حصل على نوبل سان.
وفي 26 أغسطس، عام 2007، وقعت دوشكو اتفاقا مشتركا مع شبكة فوكس التلفزيونية وشركة فوكس للقرن العشرين. وبموجب هذا الاتفاق، تتولى الشبكة والاستديو مشاريع عمل الأفلام المتعلقة بالممثلة. كما تشرف على السيناريوهات والأدوار الخاصة بالممثلة.
وبالتالي، فقد أعلن في 31 أكتوبر بأن دوشكو قد أغرت جوس ويدين، الشهير بمسلسله بافى فامباير سلاير وسلسلة فايرفلاى، والعودة إلى التلفزيون، لأنهم وافقوا على إنشاء عرض جديد يسمى دولهاوس Dollhouse. حيث لعبت دوشكو الشخصية الرئيسية، 'ايكو'، وكان بمثابة منتج العرض، الذي تم بته على شبكة فوكس التلفزيونية خلال موسم 2009-2008 وذكر أحد النقاد بأن دوشكو «فعلت أشياء رائعة إلى أقصى درجة، ولكن لم ينلها من هذا الغموض سوى، شخصية ذات طابع متغير خلقت لها نوعا من التشويش.»  وفي لإحدى المقابلات، تحدثت دوشكو حول بدأت فكرة دولهاوس، وكيف ارتبطت أعمالها مع ويدون:
دعوت ويدون لتناول الغداء بعد عقد الصفقة التجارية، وقررت أن شبكة فوكس، حيث كنت على علاقة جيدة معها في الماضي، وأردت أن أفعل شيئا آخر، وكنت أرغب في العودة إلى برنامج تلفزيوني. كنت أحتفظ بالفكرة قي عقلى ولكنى لم استرجعها حتى الآن، ولكنى قررت التغيير ووضع الأمور في نصابها مع فوكس، واتصلت حينذاك بجوس. ذهبنا لغداء دام لمدة أربع ساعات حيث استخدمت حيلى كأنثى. لا لقد كنا مجرد أصدقاء، مثل الأشقاء أخ وأخته، حيث كان مراقب لما أفعله منذ لحظة وصولى للمرة الأولى إلى لوس انجيلوس عندما كان عمري 17 وكنت حينها مجرد طفلة شقية. لقد راقبنى وساعدني وعلمني على مر السنين. قلت له إلى أي درجة كنت أرغب بمساعدته وأحتاج إلى إعادة الأمور إلى سابق عهدها وها نحن الآن.
فلقد وصفت دوشكو هيدون «هو بمثابة العبقري المفضل لدى... صديقى المفضل... اخى الأكبر... والشخص الوحيد هنا الذي يمكننى الوثوق به، لأنه لم يخذلني ولو لمرة.»  وقد تم تجديد دول هاوس بيت الدمية لموسم ثان. ولقد وضع المنتجون ثقتهم في خيال ويدون وما له من أفلام تسجيلية عالية كأسباب من شأنها انجاح العرض.
ولقد أعلنت دوشكو مؤخرا بوصفها صوت العقد الحازم «روبي مالون» في العمل الفنى القادم ويت، جنبا إلى جنب مع الممثلين مالكولم ماكدويل وآلان كومينغ. وقدمت حقوقا حصرية لتقديم «اللحظة المثالية» واستعانت بأوندى تايمونر. وقدمت حقوقا حصرية لتقديم «اللحظة المثالية» واستعانت بأوندى تايمونر.
ولقد استغلت دوشكو صوتها، وسوف تظهر أيضا في فيلم فاليديكشن Valediction المقرر عرضه في عام 2010.

## حياتها الشخصية
تقيم دوشكو في لوريل كانيون، لوس انجلس، كاليفورنيا. حيث تعمل دوشكو الرئيس التنفيذي لشركة إنتاج خاصة بها بوسطن ديفا، وتعتبر بمثابة منتج أصدرت مؤخرا حلقات مسلسل الخيال العلمى فوكس، دول هاوس بيت الدمية. كما أنها مشجعة متعصبة لفريق بوسطن للعب البيسبول بوسطن ريد سوكس.
وطوال مشوارها الفنى، رفضت دوشكو أن تظهر في مشاهد عارية، قائلة أن هؤلاء الناس لديهم «فرصة أفضل لرؤية الله من رؤيتى عارية.»  بيد أنها ظهرت عارية الصدر في قاتل الحروف. كما لم ترتد في دورها بنوبل سان إلا مايوه. لإضافة إلى ذلك فلقد ظهرت عارية في صور الدعاية الخاصة بفيلم بيت الدمية دول هاوس. والتقطت صورا لمجلة أليور Allure في ايار / مايو 2009.
وواعدت براد بينى المغنى المراوغ السابق بلوس انجلوس، ولكن في فبراير 2009 أعلنت انتهاء تلك العلاقة بإذاعة هوارد ستيرن. وهي تواعد حاليا النجم ريك فوكس نجم لاكرز بلوس أنجلوس.

## الجوائز والترشيحات

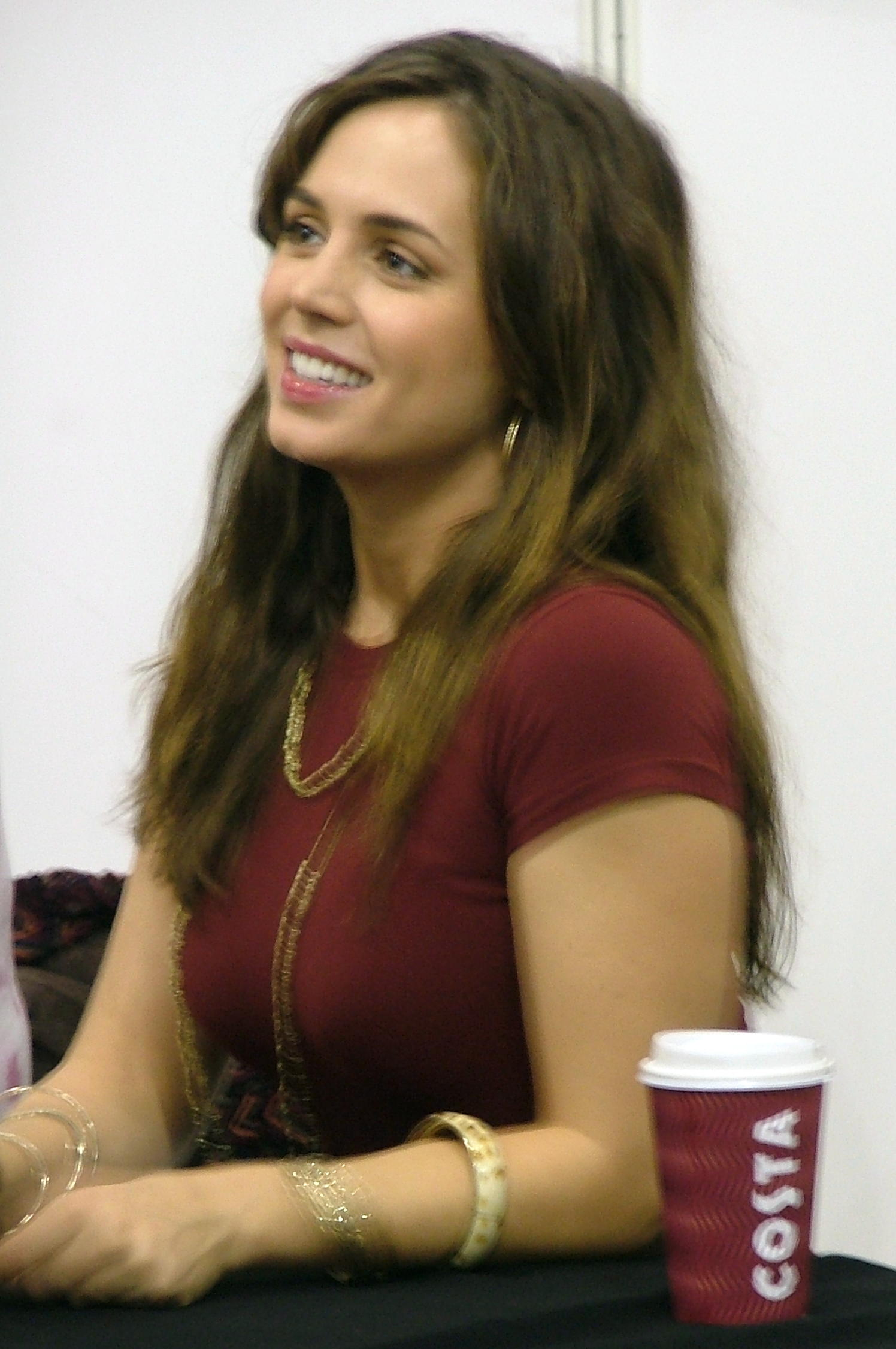
دوشكو في عام 2004

رشحت مرتين في عام 2004 : من أجل جوائز اختيار الممثلات الشابة لجائزة اختيار نجمة صاعدة—ممثلة عن فيلم ترو كولينج ولجائزة ساتيرن من قبل أكاديمية الخيال العلمي، أفلام الخيال والرعب لجوائز ساتيرن الثلاثين لأفضل ممثلة في مسلسل تلفزيوني استرجاع ترو.
وقد صنفت مجلة مكسيم دوشكو في المرتبة السادسة ضمن قائمة «100 من النساء الجميلات لعام 2009»  كما تم ترشيح دوشكو في عام 2009 لجائزة سكريم في جوائز سكريم عن أفضل ممثلة خيال علمى عن دورها ايكو. ' 

## قائمة أفلامها
| عام   | فيلم                                                 | الدور                                   | ملاحظات أخرى            |
| ----- | ---------------------------------------------------- | --------------------------------------- | ----------------------- |
| 1992  | في تلك الليلة                                        | أليس بلوم                               | أول دور                 |
| 1993  | حياة الفتى                                           | بيرل                                    |                         |
| 1994  | الصيد مع جورج                                        | غير موجود                               |                         |
| 1994  | أكاذيب حقيقية                                        | دانا تاسكر                              | [ 35 ]                  |
| 1995  | وداعا وداعا الحب                                     | إيما                                    | [ 35 ]                  |
| 1995  | رحلة                                                 | كات                                     | فيلم تلفزيوني           |
| 1996  | سباق الشمس                                           | سيندي جونسون                            | [ 35 ]                  |
| 2000  | المنافسة Bring It On                                 | ميسى بانتون                             | [ 35 ]                  |
| 2001  | عودة جاى وسايلانت بوب Jay and Silent Bob Strike Back | سيسي                                    | [ 35 ]                  |
| 2001  | أرواح الناجون                                        | أنابيل                                  | [ 9 ] [ 35 ]            |
| 2002  | الرجل الجديد                                         | دانيال                                  | [ 35 ]                  |
| 2002  | مدينة على البحر                                      | جينا                                    | [ 35 ]                  |
| 2003  | الدور الخاطئ                                         | جيسي برلينجيم                           | [ 35 ]                  |
| 2003  | القبلة                                               | ميجان                                   |                         |
| 2006. | العشاء الأخير                                        | نادلة                                   |                         |
| 2007. | قي برودواي'                                          | لينا ويلسون                             | [ 35 ]                  |
| 2007. | نوبل سان                                             | شارون ساحة "المدينة" Sharon "City" Hall |                         |
| 2007. | الجنس والإفطار                                       | رينيه                                   | [ 12 ] [ 35 ]           |
| 2008  | صدمة الزجاجة                                         | جو                                      | [ 35 ]                  |
| 2008  | قاتل الحروف                                          | ميغان بايج                              | مساعد منتج              |
| 2008  | قضية ثاكر                                            | مونيكا رايت                             |                         |
| 2009  | القبور المفتوحة                                      | ايريكا                                  |                         |
| 2009  | Noah's Ark: The New Beginning                        | زالبيث                                  | في مرحلة ما بعد الإنتاج |
| 2010  | الوداع Valediction                                   | رينيه                                   | في مرحلة ما بعد الإنتاج |

### في التلفزيون
| عام           | الاسم                              | الدور                                                                 | ملاحظات أخرى                         |
| ------------- | ---------------------------------- | --------------------------------------------------------------------- | ------------------------------------ |
| 1998-2003     | بافى مصاص الدماء (سلسلة تلفزيونية) | فايث وبافي سامرز (في حلقات "فتاة لهذا العام " و"من أنت")، \| 20 حلقات |                                      |
| 2000-2003     | آنجيل                              | فايث                                                                  | 6 حلقات                              |
| 2002          | ملك التل                           | جوردن                                                                 | 1 حلقة، "احصل على نزوتك"             |
| 2003          | بانكد Punk'd                       | كارلا نفسها                                                           | غير رئيسى                            |
| 2003          | استرجاع ترو (2003-2005)            | ترو ديفيس                                                             | عنوان الدور                          |
| 2005          | العرض 70                           | سارة                                                                  | الحلقة 1 "، انتهى كل شئ الآن".       |
| 2005          | قراءة قوس قزح                      | كارلا نفسها                                                           | 1 حلقة، "مونيك الفريدة من نوعها "    |
| 2007          | الممرضات                           | ايف مورو                                                              | تلفزيون بايلوت؛ الشخصية الرئيسية     |
| 2007          | بيتي القبيحة                       | كاميرون آشلوك                                                         | 1 حلقة، "التخلي عن الشبح"            |
| 2009 - الحاضر | بيت الدمية                         | ايكو                                                                  | منتج، منتج تنفيذي والشخصية الرئيسية. |

### ألعاب الفيديو
| عام   | الاسم                                  | الدور         | ملاحظات أخرى             |  |
| ----- | -------------------------------------- | ------------- | ------------------------ |  |
| 2003  | Buffy the Vampire Slayer: Chaos Bleeds | فايث ليهان    |                          |  |
| 2005  | ريو جا جوتكو                           | يومى          | (صوت: النسخة الإنكليزية) |  |
| 2006. | ياكوزا                                 | يومى ساوامورا |                          |  |
| 2008  | صف القديسين 2                          | شوندى         |                          |  |
| 2009  | ويت                                    | روبي مالون    | الشخصية الرئيسية         |  |
| 2010  | صف القديسين 3                          | شوندى         |                          |  |

#### الظهور الخاص
- عرض الليلة The Tonight Show مع جاي لينو  (حلقة 1 «، 9 مايو 2002»، 2002)
- هايباسبايس HypaSpace (الحلقة 1، # 1.113، 2002)
- الاضافي (الحلقة 1 «، 21 أكتوبر 2003»، 2003)
- العرض المتأخر مع ديفيد ليترمان حلقات، "# 9.205" و«7 أبريل 2003». 2002-2003، 6 أكتوبر 2009)...
- The Late Late Show سهرة متأخرة  (3 حلقات، «9 نوفمبر 2002»، «20 يناير 2004» و«12 أبريل 2004»، 2002-2004)
- هايباسبايس HypaSpace (1 حلقة 1، "# 1.113"، 2002)
- قناة E!  الأخبار  (حلقتين، «20 مايو 2003» و«19 أكتوبر 2005»، 2003-2005)
- Late Night with Conan O'Brien مع كونان اوبراين (4 حلقات، «23 مايو 2003»، «20 نوفمبر 2003» و«17 يناير 2006 كانت»، «12 فبراير 2009» 2003-2009)
- Last Call with Carson Daly برنامج آخر مكالمة مع كارسون دالي  (1 حلقة «25 نوفمبر 2003»، 2003)
- جيمي كيميل على الهواء ! (حلقتين، «23 فبراير 2004». و«6 أغسطس 2008»، 2004-2008)
- On Air with Ryan Seacrest على الهواء مع ريان سيكريست  (الحلقة 1، «23 فبراير 2004». 2004)
- عرض شارون أوزبورن (الحلقة 1 «، 26 فبراير 2004». 2004)
- ريتشارد وجودي (الحلقة 1 «، 19 أبريل 2004»، 2004)
- اختيار جوائز أطفال نيكيلوديون '04(2004) (تلفزيون)
- جوائز اختيار الفتيات 2004 (2004) (تلفزيون)
- مع توني دانزا  (حلقة 1، "# 2.73"، 2005)
- مع ريجيس وكيلي على الهواء (حلقتين، «2 ديسمبر 2005»، 2005 «، 12 فبراير 2009»)
- الجائزة الكبرى لفيديو سباق اليورو  (2006) (التلفزيون)... مذيعة
- مع هوارد ستيرن  (الحلقة 1 «، 12 فبراير 2009»، 2009)
- مع بوني هانت  (الحلقة 1 «، 21 أبريل 2009»، 2009)

## الروابط الخارجية
- إليزا دوشكو على موقع IMDb (الإنجليزية)
- إليزا دوشكو على موقع روتن توميتوز (الإنجليزية)
- إليزا دوشكو على موقع ألو سيني (الفرنسية)
- إليزا دوشكو على موقع ميوزك برينز (الإنجليزية)
- إليزا دوشكو على موقع تيرنر كلاسيك موفيز (الإنجليزية)
- إليزا دوشكو على موقع أول موفي (الإنجليزية)
- إليزا دوشكو على موقع قاعدة بيانات الأفلام السويدية (السويدية)
- إليزا دوشكو على موقع إن إن دي بي (الإنجليزية)
- إليزا دوشكو على موقع قاعدة بيانات الفيلم (الإنجليزية)
- إليزا دوشكو على موقع كينوبويسك (الروسية)

- Eliza Dushku على موقع تي في.كوم